# 浅見義弘
浅見 義弘（あさみ よしひろ、1898年（明治31年）6月28日 - 1991年（平成3年）5月6日）は、大正から昭和時代の電気工学者、通信技術者。

## 経歴・人物
浅見竹三郎の三男として埼玉県深谷市に生まれる。1931年（昭和6年）分家する。旧制熊谷中学、旧制第一高校を経て、1922年（大正11年）東京帝国大学工学部電気工学科を卒業し、逓信省電気試験所研究員となる。1925年（大正14年）北海道帝国大学教授となり、12余年に渡り欧米各地に駐在し、帰国後の1936年（昭和11年）10月、工学博士となる。1946年（昭和21年）9月、同大学応用電気研究所長、のち1960年（昭和35年）同大工学部長を経て、1962年（昭和37年）退官し、成蹊大学主任教授、1969年（昭和44年）同大工学部長となる。1971年（昭和46年）定年退職。
高周波放電の分野における国内のパイオニアで、プラズマのインピーダンス特性を測定することで同調現象を見出し、電離層における電波伝搬理論を提唱した。また、放電管における雑音の研究を行い、放電管の増幅作用および反結合発振作用を発見。これを応用しプラズマを利用したマイクロ波増幅管の研究を行った。ほか、スロットアンテナを開発、ダイポールアンテナへの着雪の影響の研究などを行った。長年の研究成果を賞され、北海道新聞科学技術文化賞、電気学会浅野賞、電波技術功労賞、紫綬褒章、勲二等瑞宝章などを受章した。